# John Hynes
John James Hynes, född 10 februari 1975, är en amerikansk ishockeytränare som är tränare för Minnesota Wild i National Hockey League (NHL) sedan den 27 november 2023.
Han avlade en lärarutbildning vid Boston University och spelade 42 matcher (fyra mål, sex assists, tio poäng och 28 utvisningsminuter)  för deras idrottsförening Boston University Terriers ishockeylag mellan 1994 och 1997. Under sista året var han spelande assisterande tränare. Mellan 1997 och 1998 var han endast assisterande tränare för dem. År 1998 fick han anställning hos USA Hockeys ungdomsprogram National Team Development Program och blev assisterande tränare för deras Team USA, som då spelade i United States Hockey League (USHL). Hynes var på den positionen fram till 2003, han gjorde dock ettåriga utflykter som assisterande tränare till universitetsishockeylagen UMass Lowell River Hawks (2000–2001) och Wisconsin Badgers (2002–2003). År 2003 blev han befordrad till att vara tränare för Team USA. Sex år senare gick han vidare i sin tränarkarriär och blev assisterande tränare för Wilkes-Barre/Scranton Penguins i American Hockey League (AHL), året därpå utsågs han till ny tränare för dem. År 2015 fick han chansen att träna i NHL, när han utnämndes till att vara tränare för New Jersey Devils. Den 3 december 2019 fick han dock sparken men Hynes blev redan den 7 januari 2020 utnämnd till ny tränare för Nashville Predators. Den 30 maj 2023 fick han sparken och blev ersatt av Andrew Brunette Den 27 november 2023 meddelade Minnesota Wild att man hade sparkat sin tränare Dean Evason och utsåg Hynes som ersättaren.
Hynes har även varit assisterande tränare (U18-VM 1999, U18-VM 2000, JVM 2002, U18-VM 2002, JVM 2004 och JVM 2006) och tränare (U18-VM 2004, U18-VM 2006, JVM 2008 och U18-VM 2008) för USA:s herrjuniorlandslag. Han ledde även det amerikanska herrseniorlandslaget vid världsmästerskapet 2015 samt att vara assisterande tränare för World Cup 2016,  världsmästerskapet 2019 och kommer vara det under de olympiska vinterspelen 2022.

## Statistik
Källa: 
| Lag                 | Säsong    | Grundserie | Grundserie | Grundserie | Grundserie         | Grundserie | Grundserie                  | Slutspel                          |  |
| Lag                 | Säsong    | Matcher    | Vinster    | Förluster  | Övertids förluster | Poäng      | Placering                   | Resultat                          |  |
| ------------------- | --------- | ---------- | ---------- | ---------- | ------------------ | ---------- | --------------------------- | --------------------------------- |  |
| New Jersey Devils   | 2015–2016 | 82         | 38         | 36         | 8                  | 84         | 7:e i Metropolitan Division | Missade slutspel.                 |  |
| New Jersey Devils   | 2016–2017 | 82         | 28         | 40         | 14                 | 70         | 8:e i Metropolitan Division | Missade slutspel.                 |  |
| New Jersey Devils   | 2017–2018 | 82         | 44         | 29         | 9                  | 97         | 5:e i Metropolitan Division | Förlorade i första rundan.        |  |
| New Jersey Devils   | 2018–2019 | 82         | 31         | 41         | 10                 | 72         | 8:e i Metropolitan Division | Missade slutspel.                 |  |
| New Jersey Devils   | 2019–2020 | 26         | 9          | 13         | 4                  | 22         | 8:e i Central Division      | Sparkad.                          |  |
| Nashville Predators | 2019–2020 | 28         | 16         | 11         | 1                  | 33         | 5:e i Central Division      | Förlorade i kvalificeringsrundan. |  |
| Nashville Predators | 2020–2021 | 56         | 31         | 23         | 2                  | 64         | 4:e i Central Division      | Förlorade i första rundan.        |  |
| Nashville Predators | 2021–2022 | 82         | 45         | 30         | 7                  | 97         | 5:a i Central Division      | Förlorade i första rundan.        |  |
| Nashville Predators | 2022–2023 | 82         | 42         | 32         | 8                  | 92         | 5:a i Central Division      | Missade slutspel.                 |  |
| Totalt              | Totalt    | 602        | 284        | 255        | 63                 | 631        |                             |                                   |  |